# Bhumeswor
Bhumeswor (nepalski: भुमेश्वर) – gaun wikas samiti w zachodniej części Nepalu w strefie Mahakali w dystrykcie Baitadi. Według nepalskiego spisu powszechnego z 2011 roku liczył on 644 gospodarstwa domowe i 3462 mieszkańców (1855 kobiet i 1607 mężczyzn).